# 齊柏林飛船四號
齊柏林飛船四號（德語：Zeppelin LZ 4），為德意志帝國齊柏林伯爵主導製造的一款試驗性飛船。西元1908年六月20首飛，曾進行過一系列成功的飛行，其中包含一次飛往瑞士，共十二小時的飛行。在一次24小時耐力飛行測試後降落，準備進行引擎維修時著火，火勢一發不可收拾，最後被燒毀。  這個災難造就了齊柏林飛船，德國民眾總共籌集了650萬馬克，為齊柏林飛船的發展助益相當大。

## 製造背景
自西元1906年齊柏林飛船三號（以下簡稱LZ 3）成功的飛行後，齊柏林將生產方向轉向軍用飛船，並獲得德意志帝國議會的五十萬馬克資助。然而政府要求在交接前進行24小時的不中斷連續飛行測試。這項要求超出了LZ 3的能力所及，因此具有更大船身、燃料容量的LZ 4投入建造。

## 設計和研發過程
LZ 4於西元1907年十一月開始建造，它的設計相當接近LZ 3 ，但直徑和長度更高，共攜帶了十七個氣囊。LZ 4在龍骨中加裝了一個中央乘員艙，梯子越過氣囊延伸到船身頂部的觀測平台，用於觀星導航。最初在船體兩端安裝了小的矩形方向舵，但這些舵被證明不足以控制飛艇，後來被安裝在船尾的雙翼水平穩定器尖端之間的單片方向舵代替。後來這些單片方向舵都被一對方向舵取代，並在船尾安裝了一個橢圓形的大方向舵。

## 營運歷史
LZ 4在西元1908年六月20日首飛，飛行共時20分鐘，期間顯示出LZ 4的轉向能力不足。經過修改後，於6月23日和29日進行了進一步的試驗，並於7月1日進行了一次壯觀的12小時越野飛行，期間飛越了瑞士，目的地為蘇黎世，最後再返回康斯坦茨湖，總飛行距離386公里（240英里），最高達到海拔795米（2,600英尺）。
西元1908年七月13日，LZ 4進行再充氣，並使用了易燃的氫氣作為升力來源，來確保在之後往返美因茨的24小時不中斷連續飛行中，能夠取得最大的升力。第二天早上出發後不久，一個螺旋槳在前發動機上爆裂，使得LZ 4不得不返航。之後，它又被機庫人員在操縱時用損，一直到月底才完成維修。試飛最終於八月4日開始，當時LZ 4在凌晨六點二十二分起飛，載有12人和足夠的燃料，共飛行了31小時。前往蘇黎世的飛行引起了相當大的公眾興趣，沿途有大批人聚集在一起，目睹飛船飛越康斯坦茨、沙夫豪森、巴塞爾和斯特拉斯堡。在經過斯特拉斯堡後不久，由於發動機的燃料已耗盡，不得不降落重新加油。此時，由於太陽的照射導致氫氣膨脹，飛艇以俯衝姿態飛行產生的動態下壓力保持在低空，隨著失去一台發動機，飛船上升到820米（2,690英尺）的高度。機組員開始從安全閥排出氫氣。下午一點五十八分，尾部發動機必須停止加油，這次飛艇升至884米（2,900英尺），進一步損失氫氣。兩次
的發動機停機導致大量的燃料損失，到目前為止，LZ 4僅通過以俯仰姿態飛行產生的升力保持在空中，由此產生的阻力將其速度降低至16公里（9.9英里），下午五點二十四分，LZ 4在奧本海姆附近的萊茵河上降落，距離梅因茨23英里（14英里）。所有多餘的物品和五名機組人員被卸下，並在十點二十分恢復飛行。半小時後，美因茨到達，飛船開始返航。更多的發動機問題隨之而來，前發動機的曲軸軸承在凌晨一點二十七分融化，空速降低到大約32公里/小時（20英里/小時），並決定降落在下圖爾凱姆，讓戴姆勒工廠的工程師修理發動機。因此，LZ 4於上午七點五十一分莱恩费尔登-埃希特丁根降落。
降落後，地勤人員將LZ 4綁在降落地，工程師拆除了前進發動機進行維修，但是在下午LZ 4被一陣風吹走了。地勤人員無法阻擋它，最後由一名留在船上的機組員將它停下。不幸的是，這艘船在著陸時與一些樹木撞上，可能因此損壞了一些氣囊，LZ 4在這之後迅速起火燃燒。 
這場災難被四到五萬的民眾直接目擊 並為齊柏林飛船產生了非凡的民族主義支持浪潮。來自公眾的自願捐款湧入，在24小時內收到了足夠的重建飛艇的資金，最終總共收受到超過600萬馬克的資助，為其柏林提供了可靠的財務基礎。

## 規格
数据来源： Robinson 1973 p.331
基本诸元
- 长度： 136公尺（446英呎0英吋）
- 直径： 12.95公尺（42英呎6英吋）
- 体积： 15,008立方公尺（530,000立方英呎）
- 发动机： 2 × 戴姆勒活塞引擎，78千瓦（105匹馬力） 每个

性能
- 最大速度： 48公里/時（30英里/時）
- 滯空時間： 31小時

## 延伸閱讀

### 註腳
1. ↑  Robinson 1973 p.34
2. ↑  Robinson 1973, p. 33.
3. ↑  Robinson 1973 p. 39
4. ↑  Robinson 1973 p. 66.
5. ↑  . The Times (London). 6 August 1908, (38718): 3.
6. ↑  Robinson 1973 p. 41.